# Etapa de Nova Santa Rita da Stock Car Brasil de 2010
A Etapa de Nova Santa Rita de 2010 foi a terceira corrida da temporada de 2010 da Stock Car Brasil. O vencedor da etapa foi o paulista Ricardo Mauricio.

## Classificação

### Corrida
| Pos | Nº | Piloto            | Equipe         | Voltas | Tempo/Aband. | Grid | Pontos |
| --- | -- | ----------------- | -------------- | ------ | ------------ | ---- | ------ |
| 1   |    | Ricardo Maurício  | Eurofarma-RC   |        | 50min07s005  |      | 25     |
| 2   |    | Átila Abreu       | AMG Motorsport |        | 50min08s081  |      | 20     |
| 3   |    | Julio Campos      | JF Racing      |        | 50min09s737  |      | 16     |
| 4   |    | Popó Bueno        |                |        | 50min10s546  |      | 14     |
| 5   |    | Diego Nunes       |                |        | 50min11s469  |      | 12     |
| 6   |    | Cacá Bueno        |                |        | 50min11s469  |      | 10     |
| 7   |    | Luciano Burti     |                |        | 50min12s171  |      | 9      |
| 8   |    | Ricardo Zonta     |                |        | 50min12s934  |      | 8      |
| 9   |    | Xandinho Negrão   |                |        | 50min13s904  |      | 7      |
| 10  |    | Felipe Maluhy     |                |        | 50min14s368  |      | 6      |
| 11  |    | Nonô Figueiredo   |                |        | 50min15s118  |      | 5      |
| 12  |    | Duda Pamplona     |                |        | 50min15s380  |      | 4      |
| 13  |    | Cláudio Ricci     |                |        | 50min16s084  |      | 3      |
| 14  |    | Willian Starostik |                |        | 50min17s025  |      | 2      |
| 15  |    | Daniel Serra      |                |        | 50min17s758  |      | 1      |
| 16  |    | Lico Kaesemodel   |                |        | 50min17s758  |      |        |